# ستيفن نيكولاس
ستيفن نيكولاس (بالإنجليزية: Stephen Nicholas)‏ هو لاعب كرة قدم أمريكية أمريكي، ولد في 1 مايو 1983 في جاكسونفيل في الولايات المتحدة.

## وصلات خارجية
- ستيفن نيكولاس على موقع مرجع كرة القدم المحترفة.كوم (الإنجليزية)